# Estadio Roberto Lorenzo Bottino
El estadio Roberto Lorenzo Bottino es el estadio del Huracán (TA) ubicado en Suipacha al 351 en Tres Arroyos, Argentina. 
La inauguración fue el 27 de febrero de 2005 en el partido inaugural contra Newell's Old Boys en el cual Huracán de Tres Arroyos perdió por 0:2, a los 5' marco Ariel Zapata para la la Lepra y último gol llegaría al minuto 33' del ST con gol de Juan Esnaider. 

## Historia
El Estadio de fútbol "Roberto Lorenzo Bottino", re-inaugurado el 27 de febrero de 2005, cuenta con capacidad para 10 000 espectadores. Las dimensiones del campo de juego son de 100,55 x 75,41 metros. El estadio lleva el nombre del dirigente que más alegrías le dio al club y que además fue el principal responsable de su remodelación a principios de los '90. En un futuro se culminara con las refacciones de las dos tribunas que no se modificaron después de la última re-inauguración y así tendrá una capacidad para 15 000 a 20 000 espectadores aproximadamente.

## Partido e inauguración del estadio
| 27 de febrero de 2005 | Huracán (TA) | 0:2 | Newell's Old Boys                        | Estadio Roberto Lorenzo Bottino, Tres Arroyos             |                                                           |
|                       |              |     | Ariel Zapata '05 PT Juan Esnaider '33 ST | Asistencia: 10.000 espectadores Árbitro(s): Carlos Maglio | Asistencia: 10.000 espectadores Árbitro(s): Carlos Maglio |

- Datos: Q1369598